# 明入越
明入越，越南稱之為大虞與明戰爭（越南语：／?），指的是明永樂四年至五年（公元1406年至1407年）期間明成祖进攻越南胡朝（大虞國）的戰爭。這場戰爭最後以明朝勝利，胡朝滅亡告終。越南被併入明朝領土，標誌著安南屬明時期的開始。

## 背景
安南為時為秦漢版圖一部，但五代十國時安南人吳權據安南稱王，脫離南漢獨立。宋元兩代，安南皆獨立於中國以外，為宋元的藩屬國。明初，大越陳朝皇帝陳裕宗在位的時候陳朝開始逐漸走向衰落。而此時南方的占城正處於制蓬峨統治下的鼎盛時期，屢次入侵陳朝。陳睿宗親征占城，最後歿於陣中。黎季犛雖是此戰中的統帥，但由於與太上皇陳藝宗的裙帶關係而免於被罷官。此後占城勢力更加強盛，甚至一直打到都城昇龍城下，大越無法制止。洪武十三年 (1380年)，黎季犛率領陳朝軍隊第一次擊敗了制蓬峨。黎季犛憑藉著軍功完全掌握了陳朝的軍政大權，將都城遷到了自己的勢力圈順化，隨意廢黜和擁立皇帝（共廢立三帝：陳廢帝、陳順宗、陳少帝）。
洪武二十三年 (1390年) 制篷峨陣亡後占城逐漸走向衰落。在解除外患之後，黎季犛大肆屠殺陳朝宗室，為篡位鋪平道路。建文二年 (1400年) ，黎季犛改回本姓「胡」，廢黜了陳少帝，篡奪了皇位，建立胡朝；並以虞舜的後代自居，改國號大越為大虞。

## 起因
就在安南衰落、政權更替的時期，其北方的明朝逐漸興起，取代了元朝成為了中國的新王朝。明太祖試圖建立華夷秩序和朝貢體系，在安南與占城發生戰爭時派遣使者調停；胡季犛隨意廢立君主引起了明太祖的不滿，屢次拒絕了安南的朝貢。胡季犛篡位後，畏懼明朝來討，長期向明朝隱瞞此事。不久胡季犛禪位給了次子胡漢蒼，自稱太上皇。永樂元年 (1403年) ，靖難之變發生後，胡漢蒼以權理安南國事的稱號向剛篡位的明成祖上表，詭稱陳朝子孫絕滅，自稱是陳朝皇帝之甥，受到群臣的推戴，請求受封安南國王。明成祖懷疑其真實性，遣使前往清化調查，但胡漢蒼召集安南群臣聯名向明成祖上書，最終明成祖封胡漢蒼為安南國王。
然而在永樂二年 (1404年)，有一位名叫陳天平（一作陳添平）的安南人從瀾滄王国（寮國）進入明朝，自稱是陳藝宗的兒子，將胡季犛篡位一事告知了明成祖。明成祖派遣御史李錡前往安南調查此事。胡季犛害怕被發覺，派人追殺李錡，李錡成功逃回了明朝並將其全部告訴了明成祖，引起了明成祖的憤怒。
在胡季犛篡位後，安南趁占城國王羅皚新喪之際曾多次大舉討伐占城。占城國王占巴的賴（越南史料稱「巴的吏」）多次向明朝求救，請求明朝討伐安南:
|                                      | 大明皇帝登大寶位，撫有四海，如天地覆載，日月照臨。阿荅阿者譬一草木爾，欽蒙遣使，以金印封為國王， 感戴忻悅，倍萬恆情。惟是安南用兵，侵擾疆域，殺掠吏民。伏願皇帝垂慈，賜以兵器及樂器、樂人，俾安南知我占城乃聲教所被，輸貢之地，庶不敢欺陵。 |
| ——明史·卷三百二十四·列傳第二百一十二 | |

這也引起了明成祖的注意。
永樂三年 (1405年) ，明朝與安南又發生邊境領土爭端。明朝方面聲稱安南強佔了邊境的祿州下屬的領土，要求安南將這些領土交給明朝。胡季犛作出了讓步，將這些領土割予明朝；另一方面則大舉徵兵整備軍隊，派黃晦卿加築多邦城（今越南山西省先豐縣古法社），在白鶴江（在今越南富壽省附近）埋下木樁，並在險要道路設下關卡重兵防守。

## 陳添平被殺、明朝的出兵

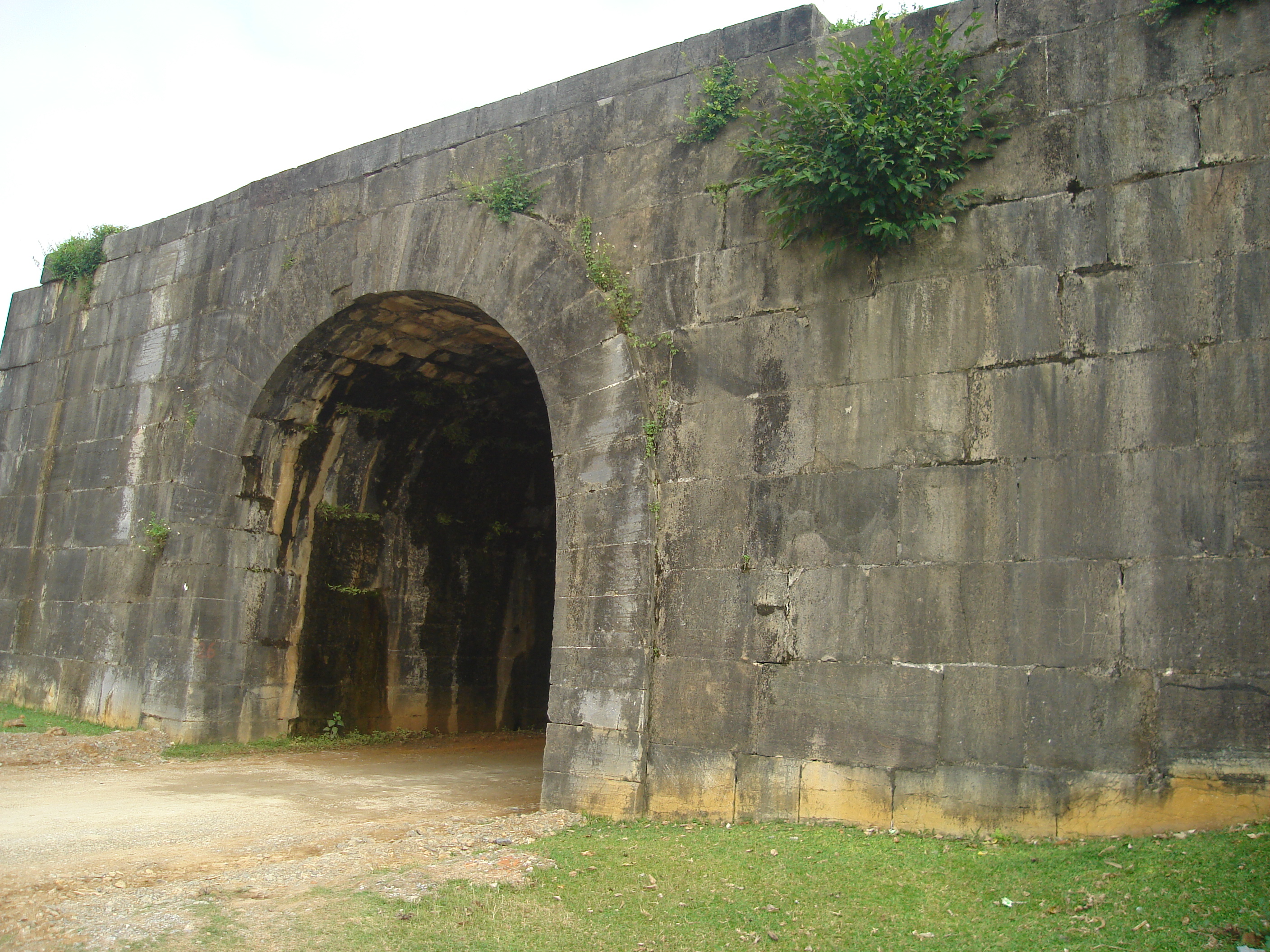
越南胡朝的西都城

胡季犛就是否應該與明朝戰爭一事召集群臣商議。群臣意見不一，或主戰或主和。左相國胡元澄則認為戰爭是否勝利要看民心的相背，對此戰沒有把握。最終胡季犛採納了北江鎮撫使阮均的意見，向明朝求和以緩其師。安南不斷向明朝上表謝罪，多次向明朝朝貢，並請求送陳添平回安南奉之為主。因此明成祖拒絕了雲南將領沐晟進攻安南的建議，派遣將軍黃中率5,000人護送陳添平回國。
胡季犛得知此事後，派遣胡元澄在支棱（位於今越南諒山省）設伏截擊，大敗明軍，俘虜了陳添平，送到清化，凌遲處死。此事使明成祖大為震怒，永樂四年 (1406年) 9月，下令派遣成國公朱能為佩征夷將軍之印，西平侯沐晟為左副將、新成侯張輔為右副將，豐城侯李彬為左參將、雲陽伯陳旭右參將，領兵八十萬征討安南；又命兵部尚書劉俊贊軍事，命都指揮同知程寬、指揮僉事朱貴等為神機將軍，都指揮同知毛八丹、朱廣，指揮僉事王恕等為遊擊將軍，都指揮同知魯麟、都指揮僉事王玉、指揮使高鵬等為橫海將軍，都督僉事呂毅、都指揮使朱英、都指揮同知江浩、都指揮僉事方政等為鷹揚將軍，都督僉事朱榮、都指揮同知金銘、都指揮僉事吳旺、指揮同知劉塔出等為驃騎將軍。同時，明成祖頒發了討伐安南的詔書：
|  | 前安南王陳日煃，在我太祖皇帝時率先歸順，恭修職貢，始終一誠。我國家亦待以優禮，安南之人皆受其福。日煃既死，其後三王皆為賊臣黎季犛父子所弑，篡奪其位，更易姓名，僣稱大號。殺陳氏子孫殆盡，放兵四劫，賊害不幸。攻擾占城，侵邊境。陳氏之孫天平，被其迫逐，歸命朝廷。賊乃偽陳詞疑請歸君子。朕推誠不疑，資遣還國。彼包藏禍心，又紿殺之，侮辱朝使，傷害命官軍。淫刑酷罰，暴徵橫賦，虐其國人，國人怨之，深入骨髓，天地鬼神皆所不容。朕恭天之命子，育萬方，不敢不正，特遣爾等率師吊伐。夫安南之人皆朕赤子，今其勢如倒懸，汝往當如救焚拯溺，溺不緩也。惟黎賊父子及其同惡在必獲，其脅從及無辜者必釋。爾宜深體朕心，毋餋，毋玩寇，毋毀廬墓，毋害稼穡，毋恣妄取貨財，毋掠人妻女，毋殺戮降附者。有一于此，雖有功不宥，爾其慎之。毋冒險肆行，毋貪利輕退，其愛恤士卒，堅利甲兵，本之以敬慎，載之以智勇。爾其勉之。罪人既得，即擇陳氏子孫之賢者，立之使撫治一方。然後還師告成宗廟，揚功名於無窮。此朕所望也，其往勉之。 |

明成祖親自出郊為朱能等人餞行。在行軍途中，朱能下令起草告示，羅列了胡氏父子的罪狀，並且宣稱明軍到達安南之後將會搜尋陳朝宗室立為新王。朱能行至廣西太平府病死，張輔代行其職，成為征討軍的統帥。
根據《明史·占城列傳》記載，當時占城國王占巴的賴遣使向明朝進貢白象，同時告訴明朝安南依然屢次侵略占城。明成祖要求占城使者嚴兵防守與安南的邊境，暗示明朝會出征安南。後來明朝入侵安南的時候，占巴的賴趁機進攻安南，奪回了被侵佔之地，俘虜安南將領胡烈、潘麻休等獻給明廷。

## 戰爭經過
明成祖時期，明軍兵分兩路攻打安南。張輔、陳旭領兵四十萬攻打坡壘關（今中越邊境镇南关），一伏一行，更番相濟；沐晟、李彬領兵四十萬攻打富令關（位於今越南宣光省），鑿山伐木，開道進兵。永樂四年 (1406年) 十一月，兩路大軍在白鶴江會合，列營於大江（今紅河）北岸，直抵住江。太上皇胡季犛令左相國胡元澄節制大江兵馬，簽聞朝政胡杜節制住江兵馬，外面水軍的戰艦連在一起，裡面岸上的陸軍則用象兵對壘。明軍與安南軍皆隔江相望，未曾一戰。張輔、沐晟下令將明軍的告示寫在許多木板上，放入江中。木板順流而下，不少拾到木板的軍士認為胡氏必敗，且厭惡胡季犛的苛政，失去了戰心。安南將領莫迪、莫邃、阮勛等人投降明軍，後來皆受到重用，莫迪為指揮使，莫邃為鹽運使，阮勛為布政使。
十二月二日，明軍擊敗安南左聖翊將軍胡射，攻佔越池木丸江岸（木丸江在今越南河內市，與黃江相接），到達白鶴江木樁。胡射率殘部逃往大江之南。九日晚上，明軍攻打木丸州（今越南河內市富川縣木凡鄉）。該州守將左神翊將軍阮公瑰以女色自娛，全軍覆沒，船隻全被燒毀。周圍的安南水軍無人相救，卻紛紛向節制的胡元澄詢問何人能夠代守其職。明軍趁機建造浮橋渡過了大江。
十二日早晨，明軍對要塞多邦城發起了進攻，由張輔率都督黃中、都指揮蔡福攻其西北，沐晟率都督陳濬等部攻打東南。此戰進行地異常慘烈，根據《大越史記全書》的記載，雙方死傷慘重，屍體堆積地將要與城墻等高，但明軍依然奮勇作戰。為了打破戰鬥的僵局，安南方面的天長軍將阮宗杜等人挖開了城牆的一角，試圖率象兵突襲明軍。但明軍使用火銃擊退了象兵，隨即明軍跟在象兵之後一擁而入，佔領了多邦城。沿江的安南守軍大潰，退守黃江。明軍趁勢攻下了安南的東都昇龍（今越南河內），大肆擄掠女子、玉帛、糧草、金銀等，閹割了一些童男，送入金陵獻捷；另一方面則任命官員管理城池，招安流民，為長久計。
永樂五年 (1407年) 春二月二十日，胡元澄率安南軍進攻噌江，遭遇兩岸明軍的夾擊，敗退悶海口（在南定省膠水）。胡季犛、胡漢蒼回到清化。胡杜、胡射拋棄了平灘津（位於海陽省至靈縣陳舍村），退保太平。大全來到悶海口，大力建造壁壘、鑄造火銃、建造大船以防禦明軍；同時胡元澄在當地募集士兵。但在昇龍陷落之後，安南的許多官員也認定胡朝必敗無疑，紛紛棄官攜家眷逃竄。侍中陳元祉攜天徽公主率百姓逃到塗山，中書令陳師賢攜天嘉公主渡過大江向明軍投降。百姓也趁機作亂，建興人阮日堅殺死了鎮撫使潘和甫，向明軍統帥張輔投降。
安南軍與明軍隔江對壘，日夜相攻，不分勝負。由於夏天經常下雨，疾病流行，明軍退往鹹子關（位於今越南興安省文江縣鹹子社）建造營寨。胡元澄、胡杜也率軍退往黃江（位於今越南清化省農貢縣境內），胡季犛、胡漢蒼也從清化親自前來指揮。三月三十日，胡季犛下令對鹹子關的明軍進行水陸兩栖的總攻。胡元澄、胡杜為步軍的統帥，胡射、陳挺率領南岸步軍，杜人鑑、陳克莊率領北岸步軍；杜滿、胡問為水軍的統帥，陳公拯率領戰船100艘為先鋒。水陸總計七萬，號稱二十一萬。明軍分水陸兩軍防禦，安南步兵倒戈赴水死，水軍逃竄，但戰船皆沉沒，幾乎全部溺死。胡射事先探知明軍設有埋伏，不欲進兵；但在胡杜屢次催促下不得不進軍，最終戰敗。此戰安南的主力全部被殲滅，安南將領胡射、杜人鑑陣亡，陳日昭、阮飛卿、阮謹、杜滿等投降，吳免、喬表投水自殺，胡季犛、胡元澄等人分頭逃竄。四月，明朝下令尋找陳朝宗室的後裔，隨後以陳朝宗室被殺盡為名，在安南設置交趾等處承宣布政使司，對安南進行直接統治。
胡季犛、胡漢蒼逃回清化，明軍繼續向清化進軍，經過𤂬江、典更海口等地長驅直入，安南軍不戰自潰。胡季犛、胡漢蒼欲逃往深江，不果。魏栻勸胡季犛自焚以免被俘受辱，胡季犛大怒殺之。五月五日，降將阮大引導明軍攻打日南州的奇羅海口，右相國胡季貔和兒子胡元咎被俘。十一日，明軍攻打永寧衛軍，王柴胡等七人在止止灘擒獲胡季犛，交州右衛軍李保等十人在奇羅海口（在今越南河靜省奇英縣）擒獲胡元澄。十二日，莫邃率其手下頭目阮如卿等人在高望山（位於今河靜省奇英縣）擒獲胡漢蒼和皇太子胡芮，隨行的胡杜、范六材、阮彥光等大臣將軍全部被擒，至此明朝與胡朝的戰爭結束。
張輔、沐晟派遣都督僉事柳昇、橫海將軍魯麟、神機將軍張勝、都指揮俞讓、指揮同知梁鼎、指揮僉事申誌六人，將胡朝君臣以及其國中的印信一起解送金陵。其被俘重要人物為：太上皇胡季犛、皇帝胡漢蒼、皇兄左相國胡元澄、皇弟胡澈、皇弟胡汪、皇太子胡芮、皇子胡滷、皇子胡范及其子五郎、皇叔右相國胡季貔及其子胡元咎，以及宗室胡騂、胡驊、胡駿、胡廷燁、胡廷爌；大臣有：東山卿侯胡杜、行遣阮彥光、黎景琦；將軍有：縣伯段、亭伯陳湯夢、中郎將范六材。
八月，張輔、沐晟班師回朝，留下都司呂毅、尚書黃福鎮守安南。

## 結果
這場戰爭的結果是大虞被明攻滅，安南成為明朝的一部分。此後的二十年時間被稱為越南第四次北屬時期，亦稱屬明時期。雖然明朝推行安南與中國同化的政策，將大量的中國文化和書籍輸入安南，同時也將大量安南的書籍送往中國。為了爭得安南人的支持，明朝任命莫邃、范世矜、杜維忠等安南人為官，與明人一起統治安南。為了獲得安南士人的支持，明朝特意出資修葺了陳朝宗室和遺臣的墳墓，並為他們上了諡號，立廟祭祀。但這些行為仍然遭到了安南人的反抗。陳朝皇室的後裔發動反對明朝的叛亂，建立後陳朝。雖然後陳朝在永樂十一年 (1413年) 滅亡，但安南反抗明朝的起義此起彼伏。
永樂十六年 (1418年) ，安南豪族黎利發動藍山起義，抗擊明朝。在安南人的支持下，黎利在藍山起義中屢次擊敗明朝的討伐軍。最終明宣宗於宣德二年 (1427年) 接受了三楊的建議，從安南撤軍並冊封黎利為安南國王，明朝對安南的統治結束。

### 引用
1. ↑  皇上震怒，特命將八十萬，討除逆賊。
2. 《平定交南錄》，（明）丘浚著
3. ↑  郭振鐸、張笑梅. . 中國人民大學出版社. 2001年. ISBN 7300034020.